# Man on the Moon (песня)
«Man on the Moon» (с англ. — «Человек на Луне») — песня американской рок-группы R.E.M., выпущенная в качестве второго сингла с альбома Automatic for the People (1992). Она посвящена комику Энди Кауфману и упоминает различные детали его карьеры, в том числе его пародию на Элвиса Пресли, рестлинг и фильм «Мой завтрак с Блэсси» (1983). Название и припев песни отсылают к Лунному заговору, что в свою очередь, является аллюзией к слухам о том, что Кауфман сфальсифицировал свою смерть.
Песня получила положительные отзывы критиков и достигла 30 позиции в чарте Billboard Hot 100, 18 места в чарте UK Singles Chart, а также возглавила чарт Исландии. Она остаётся одной из наиболее популярных песен группы и была включена в их сборники In Time: The Best of R.E.M. 1988–2003 (2003) и Part Lies, Part Heart, Part Truth, Part Garbage 1982–2011 (2011). Она также дала своё название фильму «Человек на Луне» (1999) режиссёра Милоша Формана, посвящённому жизни Кауфмана, и была включена в саундтрек картины.